# Fineas
Fineas (reso molte volte in italiano con Pincas) è il nome portato da due personaggi della Bibbia.

## Fineas sommo sacerdote
Il primo personaggio che porta il nome Fineas è figlio di Eleazaro e nipote di Aronne. Essendo discendente di Aronne ricopre di diritto la carica di sommo sacerdote. Si parla di lui in vari libri dell'Antico Testamento.
Una vicenda particolare è narrata nel Libro dei Numeri (25, 1). In questa vicenda gli è attribuito il merito di aver placato l'ira di Dio, poiché non restò indifferente di fronte all'ingiustizia. Infatti il popolo, quando era stanziato a Sittim, si diede all'impurità con le figlie di Moab e, sotto loro invito, fece e mangiò sacrifici destinati a Baal-peor.
Dio disse quindi a Mosè di prendere provvedimenti contro i capi d'Israele e contro gli Israeliti peccatori.
In quel momento un israelita condusse nella sua tenda una donna madianita, proprio sotto gli occhi di Mosè e degli anziani che con lui facevano cordoglio.
Visto ciò, Fineas non riuscì a resistere e prese una lancia, seguì l'uomo nella sua tenda e trafisse l'israelita e la madianita (rispettivamente Zimri e Cozbi), entrambi con un unico colpo di lancia (versetto 8).
Fatto ciò, l'ira di Dio, che aveva già causato ventiquattromila morti, si placò.
Fineas continuò per molti anni (fino alla sua morte) a ricoprire il compito di sacerdote e di condottiero di Israele.

## Fineas figlio del sacerdote
Un secondo personaggio di nome Fineas è presentato nel I libro di Samuele.
Questo Fineas era fratello di Ofni e figlio secondogenito di Eli, il quale era un sacerdote (e per questo discendente di Mosè o Aronne) che non svolgeva i suoi compiti e non prendeva seriamente in considerazione l'importanza della sua nomina.
Quando Fineas portò l'arca del patto nel campo di battaglia dove si doveva svolgere un combattimento contro i Filistei, questi si preoccuparono perché pensavano che Dio fosse dalla parte degli israeliti. Durante la battaglia i Filistei riuscirono ad uccidere Fineas e ad impadronirsi dell'arca e la misero nel loro tempio, a fianco della statua di Dagon (pagando amarissimamente questo affronto nei confronti del vero Dio).
In 1 Samuele 2,12-17 si legge il comportamento irrispettoso dei figli di Eli durante le offerte di sacrifici e nei confronti degli israeliti.
Il versetto 17 specifica quanto il loro peccato era grande agli occhi di Dio.
Dio disapprovò la loro condotta e ne decretò la morte.